# 1978 en santé et médecine
| Années de la santé et de la médecine : 1975 - 1976 - 1977 - 1978 - 1979 - 1980 - 1981    |
| Décennies de la santé et de la médecine : 1940 - 1950 - 1960 - 1970 - 1980 - 1990 - 2000 |

Cet article présente les faits marquants de l'année 1978 en santé et médecine.

## Décès
- 10 décembre : Maurice-Marie Janot (né en 1903), chimiste, biologiste et pharmacologue français.
- 12 décembre : Franz Bäke (né en 1898), chirurgien-dentiste allemand, officier et as des panzers durant la Seconde Guerre mondiale.